# Lourdes Cirlot
Lourdes Cirlot Valenzuela (Barcelona, 11 de febrero de 1949) es teórica del arte, historiadora del arte e investigadora, cuyo trabajo pone de relieve diversos aspectos del arte del siglo XX y XXI. Ha publicado numerosos libros sobre los movimientos artísticos de vanguardia, así como múltiples artículos recogidos en revistas especializadas y antologías del arte contemporáneo.

## Carrera profesional
Cirlot se licenció en la Facultad de Geografía e Historia de la Universidad de Barcelona en 1973 y obtuvo un doctorado en Historia del Arte por la misma universidad en 1980. En 1974 comenzó su carrera como docente en el Departamento de Historia del Arte de la Facultad de Geografía e Historia de la Universidad de Barcelona. Desde 1997 es catedrática de Historia del Arte en la Universidad de Barcelona. Fue Vicedecana de la Facultad de Geografía e Historia en 1996 y 1999 y Directora del Departamento de Historia del Arte de la Universidad de Barcelona desde 1999 hasta 2005. Actualmente es la Vicerrectora de Artes, Cultura y Patrimonio de la Universidad de Barcelona. Desde 1999 es investigadora principal del Grupo «Arte, Arquitectura y Sociedad Digital», de la Universidad de Barcelona.

### Actividad investigadora
Los intereses de Lourdes Cirlot dentro de la historia del arte cubren una amplia gama de épocas y temas, centrados en gran medida en el arte del siglo XX y XXI. Su investigación en torno al siglo XX está particularmente enfocada al estudio del arte catalán, del arte español, y sobre todo, de los movimientos internacionales de la vanguardia, como el dadaísmo, el surrealismo, el arte abstracto y el pop art.
A partir de 1999, tras tomar la iniciativa para la fundación del Grupo de Investigación «Arte, Arquitectura y Sociedad Digital», Cirlot se centra sobre todo en el tema de los nuevos medios y las tecnologías digitales desde un enfoque interdisciplinar, dedicando su investigación al efecto de estos sobre la cultura y la sociedad contemporánea.
Dentro de ese ámbito, ha sido la investigadora del Museo Virtual de la Universidad de Barcelona y ha contribuido a la organización de conferencias y jornadas internacionales en torno al tema.
A lo largo de su carrera académica, Cirlot ha publicado su trabajo en numerosos libros y revistas en diversos idiomas (catalán, español, inglés). La Universidad de Barcelona ha presentado los resultados de su investigación en congresos internacionales.

### Premios
Como reconocimiento a su contribución a la comunidad científica, Cirlot recibió la Medalla de Oro de la Facultad de Farmacia de la Universidad de Barcelona en 2011.

## Familia
Cirlot es hija del poeta catalán y crítico de arte Juan Eduardo Cirlot y hermana de la estudiosa de la cultura y literatura medieval Victoria Cirlot. Ambas hermanas colaboraron en las exposiciones El mundo de Juan Eduardo Cirlot, presentada en el Instituto Valenciano de Arte Moderno en 1996, y Juan Eduardo Cirlot, la habitación imaginaria, presentada en el Arts Santa Mónica en 2011.